# لیتیم نیتریت
لیتیم نیترید (به انگلیسی: Lithium nitride) با فرمول شیمیایی Li۳N یک ترکیب شیمیایی است. که جرم مولی آن ۳۴٫۸۳ g/mol می‌باشد. شکل ظاهری این ترکیب، جامد بنفش و قرمز است.